# Мангровий ліс

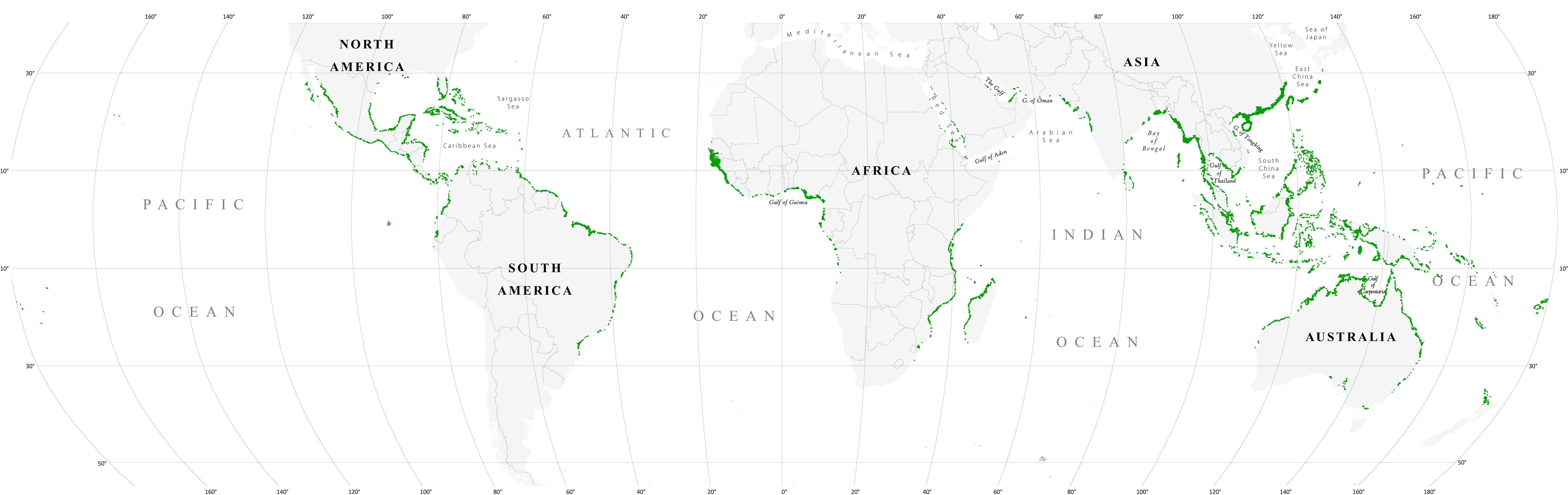
Ареал мангрових лісів у світі

Мангровий ліс, мангри (англ. mangrove) — біом солоних берегових екосистем. Мангрові ліси ростуть на узбережжях, де в місцях, захищених від енергії хвиль, скупчуються дрібнодисперсні осадові відклади, часто з високим вмістом органіки. Належать до галофітів.

## Етимологія
Український термін мангри (і прикметник мангровий) є запозиченням з англійської. Англійський термін, імовірно, був запозичений з порт. mangue або ісп. mangle, з останньої, очевидно, була запозичена й українська назва мангрового дерева (мангль). Спочатку слово мало форму mangrow, але через асоціацію  з терміном grove сталося спотворення до mangrove. Подальше походження неясне, можливо, слово запозичене з карибських чи аравакських мов, також його зіставляють з малай. manggi-manggi.

## Загальний опис
Рослини мангрового лісу — манглі (ісп. mangle)  — дуже різноманітна група, що змогла пристосуватися до літоральних місць існування завдяки тому, що виробила низку фізіологічних адаптацій для вирішення проблем низького вмісту кисню, високої солоності води і частого затоплення припливами. У кожного виду — свої особливі способи вирішення цих проблем. У цьому, можливо, полягає основна причина того, що на деяких узбережжях рослинність мангрових лісів виявляє чітко виражене розбиття на підзони завдяки відмінностям в діапазоні екологічних умов у припливній зоні[джерело?]. Через це видовий склад у будь-якому місці в межах припливно-відпливної зони частково визначається стійкістю окремих видів до таких фізичних умов, як припливне затоплення і солоність води, хоча на нього також можуть впливати й інші чинники, такі як винищування їх парості крабами.
Щойно рослини укорінюються, їх коріння створює місце існування для устриць та інших молюсків і сприяє уповільненню течії води, таким чином, збільшуючи відкладення осадів. Здебільшого дрібнодисперсні, бідні киснем відкладення під мангровими заростями є накопичувачами різноманітних важких металів (слідів металів), які вловлюються з морської води колоїдними частинками. У тих районах світу, де мангри було знищено під час освоєння території людьми, порушення цілісності цих осадових порід створює проблему забруднення важкими металами морської води, місцевої флори та фауни.
Часто стверджується, що мангри являють собою значну цінність у береговій зоні, оскільки виступають як буфер проти ерозії, натиску штормів і цунамі. Певне зменшення висоти хвиль та їх енергії внаслідок протікання морської води через мангрові зарості трапляється, але слід визнати, що мангрові дерева зазвичай ростуть на тих ділянках берегової лінії, де нормою є низька енергія хвиль. Тому їх здатність стримувати натиск штормів і цунамі обмежена. Швидше за все, їх довгострокова дія на темпи ерозії також має обмежений характер. Багато річкових проток, що звивисто проходять через мангрові ділянки, активно розмивають чагарники мангрів на зовнішній стороні всіх вигинів річки, у той час як нові чагарники з'являються на внутрішній стороні вигинів, де відбувається осадження.
Мангрові ліси створюють середовище для існування диких тварин, зокрема для низки видів риб і ракоподібних промислового значення, до того ж, у деяких випадках добування накопиченого манграми вуглецю має важливе значення в прибережній харчовій мережі. У В'єтнамі, Таїланді, на Філіппінах і в Індії мангрові зарості вирощують на прибережних ділянках задля берегового рибальства та ін. Незважаючи на здійснення програм розведення мангрів, понад половину мангрових лісів світу вже втрачено[джерело?].

## Екологія мангрових лісів
Мангрові зарості зустрічаються виключно у субтропіках і тропіках, де є припливи і відпливи, а значить — ґрунт або осадкові відклади, перенасичені водою чи сольовим розчином або водою змінної солоності. До районів розповсюдження мангрів належать естуарії річок і ділянки морського узбережжя. У місцях існування мангрів налічується багато різноманітних видів рослин, але «справжніми» манграми (які зустрічаються лише в місцях існування мангрових лісів і рідко деінде) є близько 54 видів 20 родів, що належать до 16 родин (Hogarth, 1999). Конвергентна еволюція призвела до того, що багато видів цих рослин знайшли майже однакові шляхи вирішення проблем зміни солоності води, затоплення, анаеробних ґрунтів і потужного сонячного опромінення внаслідок перебування в тропіках.

### Пристосування до низького вмісту кисню

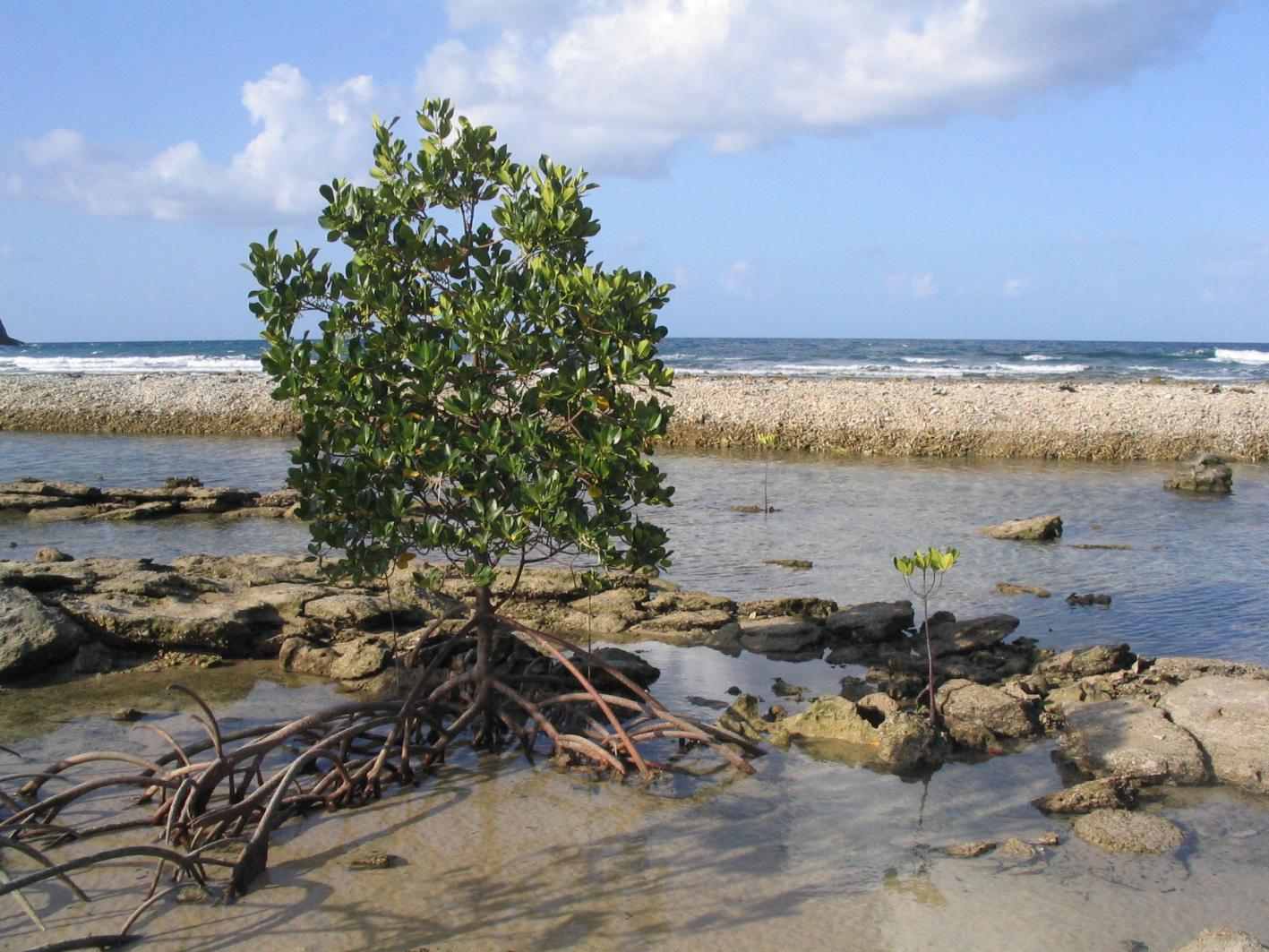
Червоний мангр Rhizophora sp.

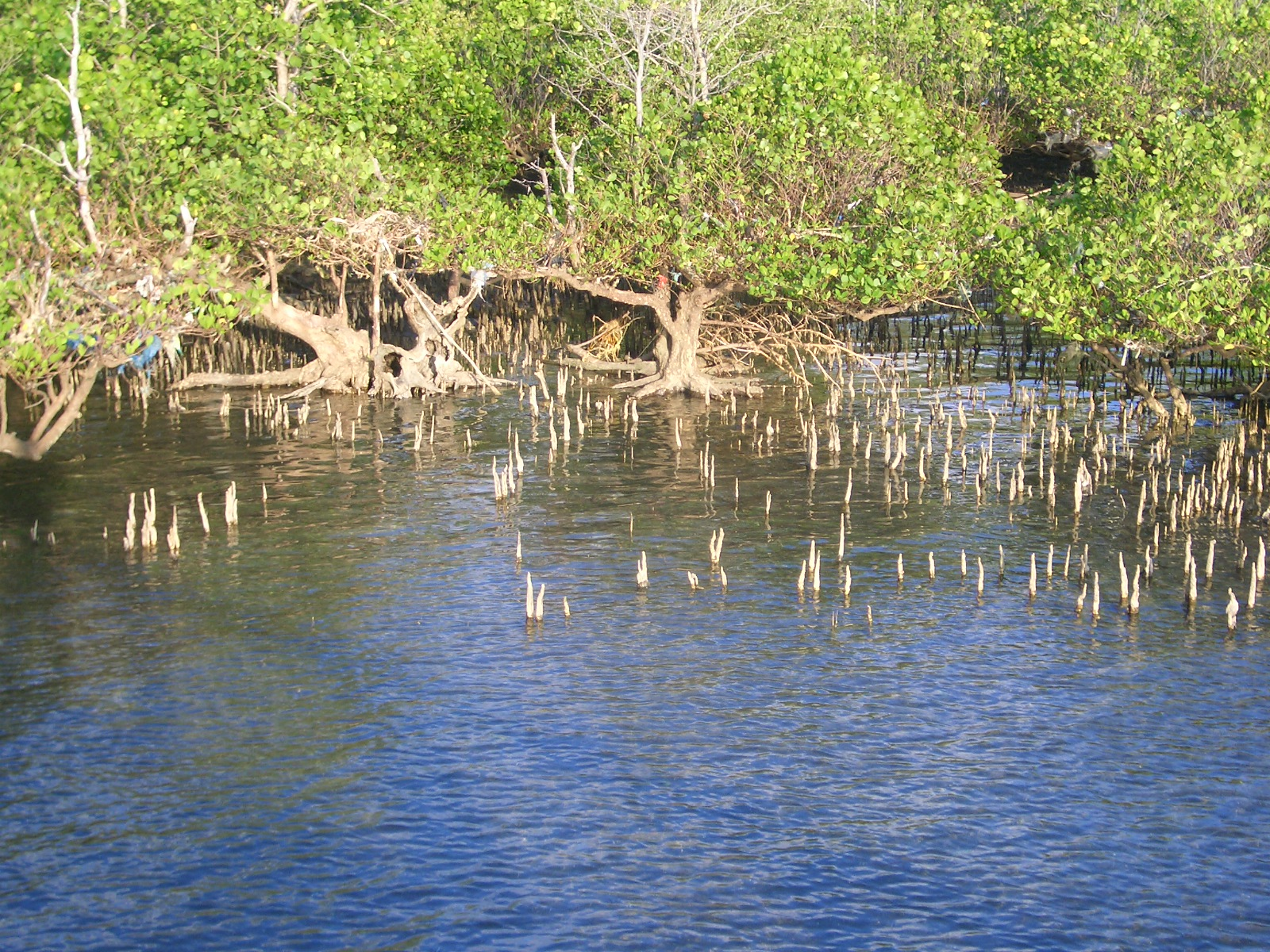
Дихальні корені (пневматофори) мангрів, що не затоплюються під час припливів. Літораль північного узбережжя Сулавесі.

Червоні мангри, які мешкають в найбільш затоплюваних зонах, підносять себе над рівнем води за допомогою схожого на ходулі коріння, а також можуть засвоювати повітря через пори в корі (чечевички). Чорні мангри виростають вище і випускають безліч дихального коріння — пневматофор (спеціальні коренеподібні утворення, які стирчать вгору з ґрунту подібно до соломинок для дихання), вкритих чечевичками. Це дихальне коріння зазвичай до 30 см заввишки, хоча у деяких видів вони бувають більше 3 метрів завдовжки. Пневматофори бувають 4 типів — опорні або ходульні, дихальні або трубкові, колінні і стрічкові або доскоподібні. Колінні і стрічкові пневматофори можуть поєднуватися з опорним корінням в основі дерева. Для полегшення перенесення кисню до тіла рослини, коріння також містить рихлу паренхімну тканину (аеренхіма).

### Обмеження надходження солі
Червоні мангри захищено від надходження солі завдяки тому, що їх коріння вкрито товстим пробковим шаром, який діє як механізм ультра-фільтрації, перешкоджаючи потраплянню солі в рослину. Вміст солі всередині рослин доводить, що 90 % солі (а у випадках підвищеного вмісту солі у навколишній воді — до 97 %) було відфільтровано. Сіль, що надходить у пагони, акумулюється в старому листі, яке потім скидається, а також у клітинних бульбашках, де вона не може заподіяти шкоди. Білі (або сірі) мангри можуть безпосередньо виводити сіль завдяки наявності двох сольових залоз в основі кожного листа. Їх вкривають кристали солі, завдяки чому вони й отримали свою назву.

### Обмеження втрати вологи
Через брак прісної води в засолених ґрунтах літоральної зони, мангри виробили засоби для зменшення втрат вологи через листя. Вони можуть обмежувати відкриття устячок (невеликих пор на поверхні листя, через які здійснюється обмін вуглекислим газом і водяною парою під час фотосинтезу). Також вони здатні змінювати орієнтацію свого листя, повертаючи його так, щоб уникнути променів полуденного сонця. Такими засобами мангри зменшують випаровування з поверхні листя.

### Засвоєння поживних речовин
Найбільшою проблемою для мангрів є засвоєння поживних речовин. Оскільки ґрунт під манграми завжди насичений водою, в ній мало вільного кисню. За такого низького рівня кисню анаеробні бактерії вивільнюють газоподібний азот, розчинне залізо, неорганічні фосфати, сульфіди і метан, які сприяють особливому різкому запаху мангрів і роблять ґрунт несприятливим для розвитку більшості рослин. Оскільки ґрунт бідний поживними речовинами, мангри пристосувалися до цього, змінивши своє коріння. Система ходульного коріння дозволяє манграм отримувати газоподібні речовини безпосередньо з атмосфери, а різні інші речовини, такі як залізо — з ґрунту. Досить часто вони запасають газоподібні речовини безпосередньо в корінні, щоб їх можна було переробляти навіть під час припливу, під водою.

### Підвищення виживання потомства
В такому середовищі мангри виробили спеціальний механізм, що допомагає їх потомству вижити. У всіх мангрів плавуче насіння, пристосоване до розповсюдження по воді. На відміну від більшості рослин, насіння яких проростає в ґрунті, багато мангрів (наприклад, червоний мангр) «живородящі», тобто їх насіння проростає ще не відокремившись від дерева. Проростання відбувається або всередину плоду (наприклад, егіалітус (Aegialitis), акантус (Acanthus), авіценія (Avicennia), егіцерас (Aegiceras)), або через плід назовні (наприклад, різофора (Rhizophora), церіопс (Ceriops), бругійера (Bruguiera), ніпа (Nypa)), утворюючи сіянець (проросток, готовий до відділення), який може живитится самостійно за допомогою фотосинтезу. Після дозрівання сіянця він падає у воду, яка може переносити його на значні відстані. Сіянці здатні витримувати висихання і залишатися в сплячому стані протягом тижнів, місяців або навіть більше року доти, поки не потраплять до сприятливого середовища. Коли сіянець готовий укорінитися, він змінює свою щільність таким чином, що починає плавати у воді не горизонтально, а вертикально. У такому положенні підвищується ймовірність того, що він застрягне у мулі та вкоріниться. Якщо сіянець не вкоріниться, він може знову змінити свою щільність так, щоб відплисти у пошуках сприятливіших умов.

### Мангрові екосистеми
Мангри підтримують унікальні екосистеми, особливо на своїх складних кореневих системах. У місцях постійного занурення коріння мангрів слугуть притулком для великої кількості організмів, зокрема водоростей, вусоногих, устриць, губок і мшанок, яким потрібна тверда основа, до якої вони прикріплюються для фільтрації їжі. Мангри — буфер між бурхливим океаном та вразливим берегом, особливо під час ураганів, які приносять шторми до берегів. Потужна коренева система мангрів досить ефективно гасить енергію хвиль. Та ж коренева система також перешкоджає розмиванню берегів, хоча, як вже було зазначено вище, це короткочасний ефект. Під час протікання припливної води через кореневу систему вона сповільнюються настільки, що відбувається осадження відкладень, а під час відпливу сповільнюється зворотна течія, перешкоджаючи вимиванню дрібних частинок. Завдяки цьому мангри здатні самі формувати своє середовище.